# Spectre de réponse
 (janvier 2015).
Si vous disposez d'ouvrages ou d'articles de référence ou si vous connaissez des sites web de qualité traitant du thème abordé ici, merci de compléter l'article en donnant les références utiles à sa vérifiabilité et en les liant à la section « Notes et références ».
 (juillet 2015).
Sa qualité peut être largement améliorée en utilisant un vocabulaire plus directement compréhensible.
Les spectres de réponse tirent leur origine et leur intérêt de l'assimilation, en première approximation, du comportement sismique d'un bâtiment à la réponse d'un oscillateur simple à un degré de liberté.
La représentation en spectre de réponse vise à donner accès directement aux mouvements subis par le centre de gravité de la structure.
La représentation graphique d’un spectre de réponse est construite point par point en faisant varier la fréquence d’un oscillateur à un degré de liberté et en reportant cette fréquence en abscisse et le maximum temporel de la réponse à une sollicitation sismique en ordonnée. On obtient ainsi un spectre de réponse pour un amortissement fixé.
Les spectres de réponse élastiques sont très utilisés en ingénierie parasismique car, en première approximation, les structures simples peuvent être assimilées à un oscillateur à un degré de liberté dont la fréquence propre et l'amortissement sont à peu près connus. Les mouvements au centre de gravité peuvent alors être raisonnablement estimés dès lors que l'on suppose que la structure se comporte de manière élastique linéaire.